# Guglielmo di Baden (1829-1897)
Luigi Guglielmo Augusto di Baden (Karlsruhe, 18 dicembre 1829 – Karlsruhe, 27 aprile 1897) fu principe di Baden.

## Biografia
Luigi Guglielmo era il figlio quartogenito di Leopoldo I di Baden, granduca di Baden dal 1830 al 1852, e di Sofia Guglielmina di Svezia.
Destinato alla carriera militare, nel 1849 entrò come primo tenente nel 1º reggimento di guardie a piedi del regno di Prussia e nel 1856venne trasferito nell'artiglieria col grado di maggiore generale e comandante di brigata. Si ritirò dal servizio militare attivo nel 1863e in quell'anno sposò a San Pietroburgo la principessa Maria di Leuchtenberg.
Nella Guerra austro-prussiana del 1866 egli prese il comando dell'8ª divisione Baden e combatté al fianco della Confederazione Germanica del Nord, sebbene alcuni dei suoi alleati lo accusarono di scarsa volontà di intervento nel conflitto. Con lo scoppio della Guerra franco-prussiana del 1870-71 prese parte agli scontri a capo della 1ª brigata e venne ferito gravemente a Nuits-Saint-Georges. Per premiarlo di questo grande sforzo, in occasione del 25º anniversario della battaglia di Nuits-Saint-Georges, l'imperatore Guglielmo II lo pose come onorario nel reggimento di granatieri dell'imperatore, concedendogli nel contempo il grado di generale di fanteria e la medaglia dell'Ordine Pour le Mérite, la più alta onorificenza militare prussiana.
Parallelamente alla vita militare, come principe di Baden, Luigi Guglielmo fu deputato alla dieta del Baden dal 1859 al 1860 e ne divenne presidente dal 1863 al 1866 e nuovamente dal 1893 al 1897. Dal 1871 al 1873 fu anche deputato al Reichstag di Berlino come membro per il granducato di Baden.
Dopo la deposizione di Ottone di Grecia, Guglielmo venne considerato da Guglielmo I di Prussia e di Otto von Bismarck come candidato per il trono del Regno di Grecia.
Massone, fu membro della Loggia Carl zur Eintracht di Mannheim.
Guglielmo morì a Karlsruhe il 27 aprile 1897 all'età di 67 anni. È stato sepolto nella Cappella della Cripta Ducale (tedesco: Großherzogliche Grabkapelle) nel Fasanengarten a Karlsruhe.

## Matrimonio e figli
Luigi Guglielmo sposò l'11 febbraio 1863 a San Pietroburgo la ventiduenne Maria di Leuchtenberg, figlia di Massimiliano di Leuchtenberg e di Marija Nikolaevna di Russia, che lo rese padre di due figli:
- Sofia Maria Luisa (Baden-Baden, 26 luglio 1865-Baden-Baden, 29 novembre 1939), che sposò il duca Federico II di Anhalt;
- Massimiliano Alessandro Federico (Baden-Baden, 10 luglio 1867-Costanza, 6 novembre 1929), che sposò la principessa Maria Luisa di Hannover e Cumberland, nipote del re Giorgio V di Hannover.

## Ascendenza
|                                              |                       |                                            | Genitori                                       |  |  | Nonni |  |  | Bisnonni                  |  |  | Trisnonni                            |  |
|                                              |                       |                                            |                                                |  |  |       |  |  | Federico di Baden-Durlach |  |  | Carlo III Guglielmo di Baden-Durlach |  |
|                                              |                       |                                            |                                                |  |  |       |  |  | Federico di Baden-Durlach |  |  | Carlo III Guglielmo di Baden-Durlach |  |
|                                              |                       | Maddalena Guglielmina di Württemberg       |                                                |  |  |       |  |  | Federico di Baden-Durlach |  |  |                                      |  |
| Carlo Federico di Baden                      |                       |                                            |                                                |  |  |       |  |  | Federico di Baden-Durlach |  |  |                                      |  |
|                                              |                       | Amalia di Nassau-Dietz                     | Giovanni Guglielmo Friso d'Orange              |  |  |       |  |  |                           |  |  |                                      |  |
|                                              |                       | Amalia di Nassau-Dietz                     | Giovanni Guglielmo Friso d'Orange              |  |  |       |  |  |                           |  |  |                                      |  |
|                                              |                       | Amalia di Nassau-Dietz                     | Maria Luisa d'Assia-Kassel                     |  |  |       |  |  |                           |  |  |                                      |  |
| Leopoldo di Baden                            |                       | Amalia di Nassau-Dietz                     |                                                |  |  |       |  |  |                           |  |  |                                      |  |
|                                              |                       | Luigi Enrico, Barone Geyer di Geyersberg   | Christian Heinrich Geyer von Geyersberg        |  |  |       |  |  |                           |  |  |                                      |  |
|                                              |                       | Luigi Enrico, Barone Geyer di Geyersberg   | Christian Heinrich Geyer von Geyersberg        |  |  |       |  |  |                           |  |  |                                      |  |
|                                              |                       | Luigi Enrico, Barone Geyer di Geyersberg   | Christianne Philippa von Thümel                |  |  |       |  |  |                           |  |  |                                      |  |
| Baronessa Luisa Carolina Geyer di Geyersberg |                       | Luigi Enrico, Barone Geyer di Geyersberg   |                                                |  |  |       |  |  |                           |  |  |                                      |  |
|                                              |                       | Contessa Massimiliana Cristiana di Sponeck | Johann Rudolph von Hedwiger, Conte di Sponeck  |  |  |       |  |  |                           |  |  |                                      |  |
|                                              |                       | Contessa Massimiliana Cristiana di Sponeck | Johann Rudolph von Hedwiger, Conte di Sponeck  |  |  |       |  |  |                           |  |  |                                      |  |
|                                              |                       | Contessa Massimiliana Cristiana di Sponeck | Wilhelmine Louise von Hoff                     |  |  |       |  |  |                           |  |  |                                      |  |
| Luigi Guglielmo di Baden                     |                       | Contessa Massimiliana Cristiana di Sponeck |                                                |  |  |       |  |  |                           |  |  |                                      |  |
|                                              | Gustavo III di Svezia | Adolfo Federico di Svezia                  |                                                |  |  |       |  |  |                           |  |  |                                      |  |
|                                              | Gustavo III di Svezia | Adolfo Federico di Svezia                  |                                                |  |  |       |  |  |                           |  |  |                                      |  |
|                                              | Gustavo III di Svezia | Luisa Ulrica di Prussia                    |                                                |  |  |       |  |  |                           |  |  |                                      |  |
| Gustavo IV Adolfo di Svezia                  | Gustavo III di Svezia |                                            |                                                |  |  |       |  |  |                           |  |  |                                      |  |
|                                              |                       | Sofia Maddalena di Danimarca               | Federico V di Danimarca                        |  |  |       |  |  |                           |  |  |                                      |  |
|                                              |                       | Sofia Maddalena di Danimarca               | Federico V di Danimarca                        |  |  |       |  |  |                           |  |  |                                      |  |
|                                              |                       | Sofia Maddalena di Danimarca               | Luisa di Hannover                              |  |  |       |  |  |                           |  |  |                                      |  |
| Sofia Guglielmina di Svezia                  |                       | Sofia Maddalena di Danimarca               |                                                |  |  |       |  |  |                           |  |  |                                      |  |
|                                              |                       | Carlo Luigi di Baden                       | Carlo Federico di Baden                        |  |  |       |  |  |                           |  |  |                                      |  |
|                                              |                       | Carlo Luigi di Baden                       | Carlo Federico di Baden                        |  |  |       |  |  |                           |  |  |                                      |  |
|                                              |                       | Carlo Luigi di Baden                       | Carolina Luisa d'Assia-Darmstadt               |  |  |       |  |  |                           |  |  |                                      |  |
| Federica di Baden                            |                       | Carlo Luigi di Baden                       |                                                |  |  |       |  |  |                           |  |  |                                      |  |
|                                              |                       | Amalia d'Assia-Darmstadt                   | Luigi IX d'Assia-Darmstadt                     |  |  |       |  |  |                           |  |  |                                      |  |
|                                              |                       | Amalia d'Assia-Darmstadt                   | Luigi IX d'Assia-Darmstadt                     |  |  |       |  |  |                           |  |  |                                      |  |
|                                              |                       | Amalia d'Assia-Darmstadt                   | Carolina del Palatinato-Zweibrücken-Birkenfeld |  |  |       |  |  |                           |  |  |                                      |  |
|                                              |                       | Amalia d'Assia-Darmstadt                   |                                                |  |  |       |  |  |                           |  |  |                                      |  |